# Кобаладзе, Юрий Георгиевич
Ю́рий Гео́ргиевич Кобала́дзе (род. 22 января 1949, Тбилиси) — советский и российский журналист, радиообозреватель и разведчик. Генерал-майор СВР России в отставке.

## Биография
Родился 22 января 1949 года в Тбилиси. Отец Георгий Георгиевич (1914—2002) — инженер-технолог, мать Нина Аркадьевна (1921—1995) — преподаватель английского языка. Окончил тбилисскую среднюю школу № 66.
В 1972 году окончил факультет международной журналистики МГИМО.
Прошёл обучение в Краснознамённом институте КГБ СССР, с 1972 года работал в первом главном управлении КГБ СССР. После учёбы в Краснознамённом институте на полтора года вернулся в ТАСС, потом попал на Центральное телевидение.
С 1977 по 1984 год — корреспондент Гостелерадио в Лондоне (Великобритания), где работал с Борисом Калягиным.
По возвращении Кобаладзе на родину начальство разрешило ему (что обычно не практикуется с вернувшимися разведчиками) периодически ездить в заграничные командировки по линии Гостелерадио (например, Кобаладзе сопровождал Горбачёва во время его визитов на Мальту, в США и в Англию, хотя визу в Великобританию и получил с трудом).
С 1984 по 1991 год работал в центральном аппарате ПГУ КГБ. В 1991—1999 годах — руководитель Пресс-бюро Службы внешней разведки Российской Федерации.
Претендовал на роль ведущего в телеигре «О, Счастливчик!» (1999), но уступил Дмитрию Диброву.
В 1999—2000 годах — первый заместитель генерального директора ИТАР-ТАСС. В 2000—2007 годах — управляющий директор ЗАО «Ренессанс Капитал».
В 2007—2010 годах — управляющий директор по корпоративным вопросам Х5 Retail Group. В 2010—2012 годах — советник Председателя правления Х5 Retail Group. С 2012 по 2014 год — старший советник инвестиционного банка UBS.
С ноября 2014 года — профессор, заместитель декана факультета международной журналистики МГИМО МИД России. 15 ноября 2023 года уволен из института после приглашения телеведущего Ивана Урганта на лекцию.
Генерал-майор в отставке (СВР России).

## Кобаладзе во время визита Путина в магазин
24 июня 2009 года Юрий Кобаладзе был в числе других сопровождавших Владимира Путина в магазин «Перекрёсток» на Осеннем бульваре в Москве. Путин поехал туда, прервав правительственное заседание, на котором обсуждался законопроект «Об основах государственного регулирования торговой деятельности в РФ». Тогда состоялся такой (якобы) диалог (не подтверждённый ни участниками его, ни свидетелями):

— А у вас какие отпускные цены на мясо? — поинтересовался Владимир Путин у Виктора Линника.

— 150—160 рублей,— ответил тот.

— Так, — вздохнул господин Путин, подойдя к прилавку. — 320 рублей килограмм… В два раза…

— Завтра понизим,— широко улыбнулся Юрий Кобаладзе.

Улыбкой он, кажется, заранее извинялся за то, что не понизят.

Впоследствии оказалось, что цены на мясо действительно снижены не были.
31 декабря 2009 года в эфире «Эхо Москвы» в передаче «Новогодний разворот» прозвучала песня-пародия на визит Путина в «Перекрёсток» в исполнении Кобаладзе.

## Медийная деятельность
- С 23 сентября 2006 по 1 марта 2022 года — соведущий программы «В круге света» на радио «Эхо Москвы»[7]. С 2010 по 2022 год — «постоянный эксперт» (на пару с Ю. Гусманом) программы «Кейс» на том же радио.
- В 2013 году снялся в фильме Гусмана «Не бойся, я с тобой! 1919» в эпизоде.

## Семья
Жена (с марта 1975 года) — Алла Николаевна Кобаладзе (дев. Богомолова) (род. 1946), в прошлом — редактор телепрограммы «Москвичка».
Дочери: Екатерина (род. 1967) и Манана (род. 1977).